# Elisabeth Maier
Elisabeth Maier hiervoor als Elisabeth Vathje (17 maart 1994) is een Canadese skeletonracer.

## Carrière
Bij haar wereldbekerdebuut, op 12 december 2014 in Lake Placid, eindigde Vathje op de tweede plaats. Een week later, op 19 december 2014, boekte de Canadese in Calgary haar eerste wereldbekerzege. Tijdens de wereldkampioenschappen skeleton 2015 in Winterberg veroverde ze de bronzen medaille in de individuele wedstrijd. In de landenwedstrijd eindigde ze samen met Dave Greszczyszyn, Kaillie Humphries, Kate O'Brien, Justin Kripps en Alexander Kopacz op de vierde plaats. Op de wereldkampioenschappen skeleton 2016 in Igls eindigde ze als zesde in de individuele wedstrijd. Samen met Barrett Martineau, Alysia Rissling, Julia Corrente, Chris Spring en Samuel Giguere eindigde ze als achtste in de landenwedstrijd.

## Privéleven
Ze is in 2018 getrouwd met Benjamin Maier een Oostenrijks bobsleeër.

## Resultaten

### Olympische Spelen
| Jaar | Plaats      | Resultaat |
| ---- | ----------- | --------- |
| 2018 | Pyeongchang | 9e        |

### Wereldkampioenschappen
| Jaar | Plaats     | Resultaat                          |
| ---- | ---------- | ---------------------------------- |
| 2015 | Winterberg | Individueel · 4e Landenwedstrijd   |
| 2016 | Igls       | 6e Individueel 8e Landenwedstrijd  |
| 2017 | Königssee  | 6e Individueel                     |
| 2019 | Whistler   | 10e Individueel 7e Landenwedstrijd |
| 2021 | Altenberg  | 18e Individueel 10e Gemengd team   |

### Wereldbeker
Eindklasseringen
| Seizoen   | Rang  |
| --------- | ----- |
| 2014/2015 | 10e   |
| 2015/2016 | 9e    |
| 2016/2017 | 5e    |
| 2017/2018 | Brons |
| 2018/2019 | 8e    |
| 2019/2020 | /     |
| 2020/2021 | 11e   |

Wereldbekerzeges
| Datum            | Plaats     |
| ---------------- | ---------- |
| 12 december 2014 | Calgary    |
| 2 december 2016  | Whistler   |
| 15 januari 2017  | Winterberg |